# The Game Changers
The Game Changers ist ein US-amerikanischer Dokumentarfilm aus dem Jahre 2018. Im Fokus des Films stehen vor allem Athleten, von denen viele früher auf eine fleischreiche Ernährung setzten, um Höchstleistungen zu bringen. Sie beantworten unter anderem die Frage, wie sich der Wechsel zu einer rein veganen Ernährung auf ihre Leistungen und auf ihr Leben auswirkte.
Regie führte Louie Psihoyos, der für den Dokumentarfilm Die Bucht mit einem Oscar ausgezeichnet wurde. Unter anderem traten James Cameron, Jackie Chan, Pamela Anderson und Novak Đoković als Executive Producer in Erscheinung. In dem Dokumentarfilm selbst kommen zahlreiche Hochleistungssportler zu Wort, darunter Arnold Schwarzenegger, Patrik Baboumian, Lewis Hamilton, James Wilks und Dotsie Bausch.

## Veröffentlichung
Der Dokumentarfilm feierte sein Debüt auf dem Sundance Film Festival im Januar 2018. Darüber hinaus wurde er im Februar 2018 auf der 68. Berlinale in der Reihe Kulinarisches Kino gezeigt. Am 16. September 2019 wurde er schließlich global und in einer neuen Schnittfassung veröffentlicht und in ausgewählten Kinos ausgestrahlt. Seit dem 16. Oktober 2019 ist er auch auf Netflix im Stream verfügbar.

## Handlung
The Game Changers erzählt die Geschichte von James Wilks, Elite-Sondereinheits-Trainer und Gewinner von The Ultimate Fighter, auf seiner Reise nach einer Antwort auf die Frage, ob eine ausreichende Proteinzufuhr, Stärke und optimale Gesundheit durch tierische Produkte bedingt ist. Im Rahmen einer schweren Verletzung begann Wilks zu recherchieren, welche Ernährungsform für den Heilungsprozess am förderlichsten ist. Er stieß dabei auf eine Studie über römische Gladiatoren, in der festgestellt wurde, dass die Gladiatoren sehr wenig oder gar kein Fleisch aßen. Wilks überzeugte die Studie nicht. Er war sich sicher, dass tierische Proteine für die Bildung von Muskeln, die Aufrechterhaltung des Energieniveaus und den Heilungsprozess bei Verletzungen unabdingbar sind. Er traf sich schließlich mit den Forschern, die diese Entdeckungen gemacht hatten. Als er wieder nach Hause zurückkehrte, war er davon überzeugt, dass die Gladiatoren während des Trainings und den Wettkämpfen zum Großteil rein pflanzliche Nahrung zu sich nahmen. Sie waren im alten Rom als „Getreideknirscher“ oder auch als „Gerstenfresser“ bekannt, da viele fast ausschließlich Getreide und Bohnen aßen. Geschockt von diesem neuen Wissen, startete er seine eigenen Nachforschungen. Er bereiste vier Kontinente und traf sich mit Dutzenden der weltweit stärksten, schnellsten und zähsten Spitzensportlern, sowie mit führenden Ernährungs-, Sport-, Anthropologie- und Gesundheitsexperten. Was er dabei alles lernte und entdeckte, veränderte seinen Bezug zu Nahrungsmitteln und seine Definition von wahrer Stärke.